# Basic Books
Basic Books是一家图书发行商，成立于1950年，总部位于纽约，现在是哈珀柯林斯出版集团的子公司。它出版了有关心理学，哲学，经济学，科学，政治，社会学，时事和历史领域的书籍。

## 历史
Basic Books最初是格林威治村的一家销售给心理分析师的小型图书俱乐部。 1950年，亚瑟·罗森塔尔（Arthur Rosenthal）接管了图书俱乐部，在他的掌管，它很快开始出版主要是有关行为科学的书籍。早期的成就包括欧内斯特·琼斯（Ernest Jones）的《The Life and Work of Sigmund Freud》 ，以及克劳德·列维·斯特劳斯（ ClaudeLévi-Strauss） ，让·皮亚杰（ Jean Piaget）和埃里克·埃里克森（ Erik Erikson）的作品。欧文·克里斯托（Irving Kristol）于1960年加入Basic Books，并帮助Basic Books的业务扩展到社会科学领域。 Harper＆Row在1969年收购了该公司。 
1997年， 哈珀柯林斯出版集团宣布将Basic Books合并到其贸易出版的计划中，从而有效地终止了其对重要学术书籍的出版。同年，Basic Books被新成立的Perseus Books Group收购。  2016年，Perseus的出版业务被哈珀柯林斯出版集团收购。 在2018年，Seal Press成为Basic Books的子公司。 

## 作者
Basic的作者列表包括：
- Stephon Alexander[6]
- Edward E. Baptist[7]
- H.W. Brands[8]
- Zbigniew Brzezinski[9]
- Iris Chang[10]
- Stephanie Coontz[11]
- Richard Dawkins[12]
- Andrea Dworkin[13]
- Michael Eric Dyson[14]
- Niall Ferguson[15]
- Richard Feynman[16]
- Richard Florida[17]
- Martin Ford[18]
- Howard Gardner[19]
- Jonathan Haidt[20]
- Victor Davis Hanson[21]
- Judith L. Herman[22]
- Christopher Hitchens[23]
- Douglas Hofstadter[24]
- Leszek Kolakowski[25]
- Kevin M. Kruse[26]
- Lawrence Lessig[27]
- Robert Nozick[28]
- Steven Pinker[29]
- Samantha Power[30]
- Eugene Rogan[31]
- Lee Smolin[32]
- Timothy Snyder[33]
- Tamler Sommers[34]
- Thomas Sowell[35]
- Ian Stewart[36]
- Beverly Daniel Tatum[37]
- Sherry Turkle[38]
- Eric Topol[39]
- Michael Walzer[40]
- Elizabeth Warren[41]
- George Weigel[42]
- Steven Weinberg[43]
- Frank Wilczek[44]
- Bee Wilson[45]
- Richard Wrangham[46]
- Irvin D. Yalom[47]